# Zschernitzsch (Schmölln)
Zschernitzsch ist ein Ortsteil der Stadt Schmölln im Landkreis Altenburger Land in Thüringen.

## Lage
Zschernitzsch ist ein von Slawen angelegtes Dorf. Es liegt nordöstlich der Stadt Schmölln und südwestlich der Stadt Altenburg an dem Flüsschen Sprotte und an der Bundesstraße 7. Der Ort besitzt noch traditionelle Vierseitenhöfe aus der Altenburger und Schmöllner Ackerbauzeit.

## Geschichte
Am 10. November 1306 wurde das Dorf erstmals urkundlich erwähnt. Zschernitzsch gehörte zum wettinischen Amt Altenburg, welches ab dem 16. Jahrhundert aufgrund mehrerer Teilungen im Lauf seines Bestehens unter der Hoheit folgender Ernestinischer Herzogtümer stand: Herzogtum Sachsen (1554 bis 1572), Herzogtum Sachsen-Weimar (1572 bis 1603), Herzogtum Sachsen-Altenburg (1603 bis 1672), Herzogtum Sachsen-Gotha-Altenburg (1672 bis 1826). Bei der Neuordnung der Ernestinischen Herzogtümer im Jahr 1826 kam der Ort wiederum zum Herzogtum Sachsen-Altenburg.
Nach der Verwaltungsreform im Herzogtum gehörte Zschernitzsch bezüglich der Verwaltung zum Ostkreis (bis 1900) bzw. zum Landratsamt Ronneburg (ab 1900). Das Dorf gehörte ab 1918 zum Freistaat Sachsen-Altenburg, der 1920 im Land Thüringen aufging. 1922 kam es zum Landkreis Altenburg.
Am 1. Oktober 1922 wurde Zschernitzsch ein Ortsteil der Stadt Schmölln. Bei der zweiten Kreisreform in der DDR wurden 1952 die bestehenden Länder aufgelöst und die Landkreise neu zugeschnitten. Somit kam Zschernitzsch als Ortsteil von Schmölln mit dem Kreis Schmölln an den Bezirk Leipzig; jener gehörte seit 1990 als Landkreis Schmölln zu Thüringen und ging bei der thüringischen Kreisreform 1994 im Landkreis Altenburger Land auf. 275 Personen lebten 2015 in dem landwirtschaftlich geprägten Ortsteil.